# Anita Eklund Lykull
Anita Marie-Louise Eklund Lykull, född Johansson 10 juni 1942 i Vallda församling i Hallands län, är en svensk författare av ungdomsromaner. Hon är uppvuxen i Fjärås landskommun.

## Priser och utmärkelser
- 2008 – Kulla-Gulla-priset